# Kambrium–ordovícium kihalási esemény
A kambrium–ordovícium kihalási esemény az élővilágon a fanerozoikum eonban végigsöpört nagy kihalási hullámok közül az első volt, amelyre mintegy 488 millió évvel ezelőtt került sor. Kitörölte a pörgekarúak és konodonták több típusát és radikálisan csökkentette a trilobiták változatosságát. A kihalási eseménnyel jellemezhető a kambrium időszaknak vége és bevezette a paleozoikum idő ordovícium időszakát.
A kambrium és ordovícium között kőzettanilag nincs éles határ. Terjednek a meleg tengerek és a zátonyépítő szervezetek. A melegedés és a tengerek kiterjedésének növekedése már a kambriumban megkezdődött. A szerves anyagok összegyűltek és betemetődtek a tengeraljzatokon, szerves iszapok keletkeztek. Jelentősen megnőtt a tengerek sótartalma. A trilobiták valószínűleg az aljzaton bekövetkező anoxikus, pangó fenékvizek hatására fogyatkoztak meg, mivel minden alakjuk fenéklakó. A pörgekarúak nem szenvedték meg túlzottan a határt, továbbra is jellemző kövületek maradtak, inkább fajkicserélődés tapasztalható. A konodontaformák bizonytalan rendszertani helyzetű maradványok, belőlük nem lehet messzemenő következtetéseket levonni.

## Lásd még
- Eljegesedés
- Oxigénkimerülés a tengervizekben (anoxia)
- Kihalások okai